# Saint-Auban-d'Oze
Saint-Auban-d'Oze är en kommun i departementet Hautes-Alpes i regionen Provence-Alpes-Côte d'Azur i sydöstra Frankrike. Kommunen ligger  i kantonen Veynes som ligger i arrondissementet Gap. År 2022 hade Saint-Auban-d'Oze 75 invånare.

## Befolkningsutveckling
Antalet invånare i kommunen Saint-Auban-d'Oze
Referens:INSEE